# Marco Sartori
Marco Fabio Sartori (Busto Arsizio, 31 maggio 1963 – Roma, 8 novembre 2011) è stato un politico italiano, deputato della Lega Nord dal 1992 al 1996 e presidente dell'INAIL dal 2010 al 2011 su nomina del Consiglio dei Ministri.

## Biografia
Consigliere comunale a Busto Arsizio dal 1990, nel 1993 si laureò in Scienze politiche con una tesi in Storia dei movimenti sindacali presso l'Università Statale di Milano.
Durante la XII legislatura è stato presidente della Commissione Lavoro della camera dei deputati dal 25 maggio 1994 all'8 maggio 1996.
È stato relatore della legge di riforma delle pensioni (Legge 8 agosto 1995, n. 335) e di altri importanti provvedimenti legislativi.
Nel 1998 fu espulso dalla Lega Nord dopo essere stato accusato di cospirazione contro l'allora sindaco di Busto Arsizio Gianfranco Tosi. Nel 2001 fu richiamato dal ministro del lavoro e delle politiche sociali Roberto Maroni come consulente e capo della sua segreteria. Fu presidente di Italia Lavoro.
Nel 2004 divenne consigliere comunale a Castellanza. Morì prematuramente nel 2011 all'età di 48 anni.
Nel 2012 Organismo Paritetico della Provincia di Varese e INAIL Varese, in collaborazione con l'Istituto Cinematografico Michelangelo Antonioni (organizzatore del BAFF) indissero il primo concorso nazionale Premio Marco Fabio Sartori riservato ai cortometraggi.
Nel maggio 2016 la piscina comunale di Busto Arsizio di via Manara è stata intitolata a Marco Sartori.